# Anne de Danemark
Titres
Reine d'Écosse
20 août 1589 – 2 mars 1619
(29 ans, 6 mois et 10 jours)
Reine consort d'Angleterre et d'Irlande
25 juillet 1603 – 2 mars 1619
(15 ans, 7 mois et 5 jours)
Signature
Anne de Danemark est une princesse de la maison d'Oldenbourg née le 12 décembre 1574 à Skanderborg et morte le 2 mars 1619 à Hampton Court. Par son mariage avec Jacques VI et Ier, elle est reine d'Écosse et d'Angleterre.
Deuxième fille du roi de Danemark Frédéric II, Anne épouse Jacques en 1589, à l'âge de quinze ans. Ils ont trois enfants qui atteignent l'âge adulte, dont Charles Ier, le successeur de Jacques. Sa relation avec son mari, d'abord harmonieuse, se distend à la suite de plusieurs conflits, notamment au sujet de la garde de leur fils aîné Henri, et ils finissent par vivre séparément, tout en conservant une certaine affection l'un pour l'autre.
Durant sa vie en Écosse, Anne n'hésite pas à s'impliquer dans les querelles politiques du pays pour obtenir gain de cause contre son mari. Lorsque celui-ci devient roi d'Angleterre, en 1603, elle le rejoint à Londres et se consacre dès lors davantage à des activités artistiques. Grâce à son mécénat, dont bénéficient des artistes comme Ben Jonson ou Inigo Jones, sa cour devient l'une des plus riches d'Europe dans le domaine culturel. Vers la fin de sa vie, des problèmes de santé l'incitent à se retirer de la vie publique et elle meurt à l'âge de quarante-quatre ans en 1619. Il est possible, mais pas certain, qu'elle ait abandonné sa foi luthérienne pour se convertir au catholicisme.
Les historiens ont longtemps considéré Anne comme une reine frivole et hédoniste. Des études plus récentes sont venues remettre en question ce point de vue pour donner d'Anne l'image d'une femme indépendante qui joue un rôle crucial dans l'essor artistique de l'ère jacobéenne.

## Biographie

### Enfance
Anne naît le 12 décembre 1574 au château de Skanderborg, une résidence royale danoise située dans l'est de la péninsule du Jutland. Elle est le deuxième enfant et la deuxième fille du roi Frédéric II et de son épouse Sophie de Mecklembourg-Güstrow. Le roi espérait un fils, mais il doit attendre 1577 pour voir naître le futur Christian IV.
Anne et sa sœur aînée Élisabeth sont envoyées à Güstrow auprès de leurs grands-parents maternels, le duc Ulrich de Mecklembourg-Güstrow et la duchesse Élisabeth. La cour ducale de Güstrow offre à Anne un cadre simple et stable pour les premières années de sa vie qui contraste fortement avec celle de son père, grand amateur de bonne chère, d'alcool et de femmes. Après sa naissance, Christian est lui aussi envoyé à Güstrow, mais le Rigsraad demande et obtient qu'il revienne au Danemark en 1579. Ses deux sœurs rentrent au pays avec lui. Au Danemark, Anne bénéficie d'une enfance heureuse entourée de sa famille, notamment grâce à la reine Sophie, qui prend soin elle-même de ses enfants lorsqu'ils sont malades,. C'est durant cette période qu'elle développe son goût pour les arts, notamment le théâtre.
Les filles de Frédéric attirent l'attention de plusieurs prétendants à travers l'Europe. L'un d'eux est le roi écossais Jacques VI qui voit d'un bon œil le Danemark en tant que royaume réformé et partenaire commercial avantageux. Les ambassadeurs écossais envisagent d'abord un mariage entre Jacques et Élisabeth, mais Frédéric choisit de fiancer sa fille aînée au duc Henri-Jules de Brunswick-Wolfenbüttel, leur promettant néanmoins sa cadette Anne pour peu qu'elle plaise à Jacques,.

### Noces

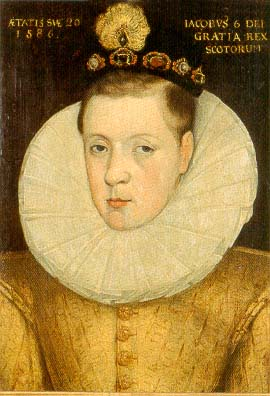
Jacques VI en 1586, trois ans avant son mariage avec Anne. Portrait conservé au palais de Falkland.

À la mort de Frédéric, en avril 1588, la reine Sophie se retrouve confrontée au Rigsraad pour la garde du nouveau roi, le jeune Christian IV. Elle se montre cependant plus efficace que son défunt mari dans le domaine matrimonial. Les points d'achoppement des négociations sont résolus : Jacques consent à ne pas demander une dot trop importante, tandis que les Danois abandonnent leurs prétentions sur les Orcades. Les deux parties tombent d'accord en juillet 1589,.
L'espion anglais Thomas Fowler (en) rapporte dans une lettre du 28 juillet que la princesse Anne est ravie à l'idée d'épouser Jacques, dont il insinue qu'il préfère la compagnie des jeunes hommes à celle des jeunes femmes. Ces rumeurs ne parviennent pas aux oreilles d'Anne, qui attend le jour du mariage en brodant des chemises pour son fiancé tandis que 300 tailleurs s'affairent à préparer sa robe de mariée,. Quelle que soit la véracité des rumeurs concernant la sexualité de Jacques, ce dernier a besoin d'une femme pour perpétuer la lignée des Stuart. Le 20 août 1589, le mariage par procuration d'Anne et Jacques est célébré au château de Kronborg, sur l'île danoise de Seeland. Le marié est représenté par le comte-maréchal George Keith (en), qui s'assied auprès de la mariée sur le lit nuptial à la fin de la cérémonie,.
Moins de dix jours plus tard, Anne fait voile vers l'Écosse, mais sa flotte rencontre une série d'avanies qui la contraint à battre en retraite vers la côte de Norvège. De là, elle se rend à Oslo par voie de terre en compagnie du comte-maréchal et d'autres membres des ambassades écossaise et danoise. Pendant ce temps, Lord Dingwall, un seigneur écossais dont le navire a été séparé du reste de la flotte lors d'une tempête, débarque à Leith le 12 septembre et exprime ses craintes concernant le sort d'Anne. Très inquiet, Jacques ordonne un jeûne et des prières publiques dans tout le royaume, compose des vers où il compare sa situation à la légende d'Héro et Léandre, fait surveiller le Firth of Forth et organise une expédition de secours à qui il confie une lettre pour sa promise,,.
Jacques apprend en octobre qu'Anne se trouve à Oslo et que les Danois considèrent qu'il est trop tard dans l'année pour tenter de traverser la mer du Nord. En dépit du danger, il décide alors d'aller la chercher lui-même en Norvège, dans ce que son biographe D. H. Willson décrit comme « l'unique épisode romantique de sa vie ». Il quitte Leith à la tête d'une retenue de 300 hommes et arrive à Oslo le 19 novembre. D'après les mémoires de l'Écossais David Moysie, il se présente devant Anne sans prendre le temps d'enlever ses bottes pour l'embrasser à la mode écossaise, au mépris de ses protestations,.
Les noces formelles d'Anne et Jacques sont célébrées en grande pompe le 23 novembre 1589 au vieux palais épiscopal d'Oslo. Afin d'être compris des deux mariés, le prêtre de Leith David Lindsay officie en français,. C'est le début d'un mois entier de célébrations. Le 22 décembre, Jacques rend visite à la famille royale danoise au château de Kronborg. Les jeunes mariés y sont accueillis par la reine Sophie, le jeune roi Christian et ses quatre régents,. Ils se rendent ensuite à Copenhague le 7 mars et assistent au mariage d'Élisabeth, la sœur aînée d'Anne, avec le duc de Brunswick. Deux jours plus tard, ils quittent le Danemark et atteignent l'estuaire de la Water of Leith le 1er mai. Anne fait son entrée officielle dans la ville d'Édimbourg cinq jours plus tard à bord d'un carrosse en argent ramené du Danemark, tandis que Jacques chevauche à ses côtés.
Le 17 mai 1590, Anne est sacrée reine en l'église abbatiale de Holyrood. Il s'agit du premier sacre protestant de l'histoire de l'Écosse,. Au cours de la cérémonie, qui dure sept heures, la comtesse de Mar Annabell Murray ouvre la robe de la reine pour permettre au prêtre Robert Bruce de l'oindre en versant de l'huile sur sa poitrine et son bras,. Le roi remet ensuite la couronne à son chancelier John Maitland, qui la place sur la tête d'Anne. Cette dernière prête serment de défendre la vraie foi en rejetant « toute superstition papiste,, ».

### Relations matrimoniales

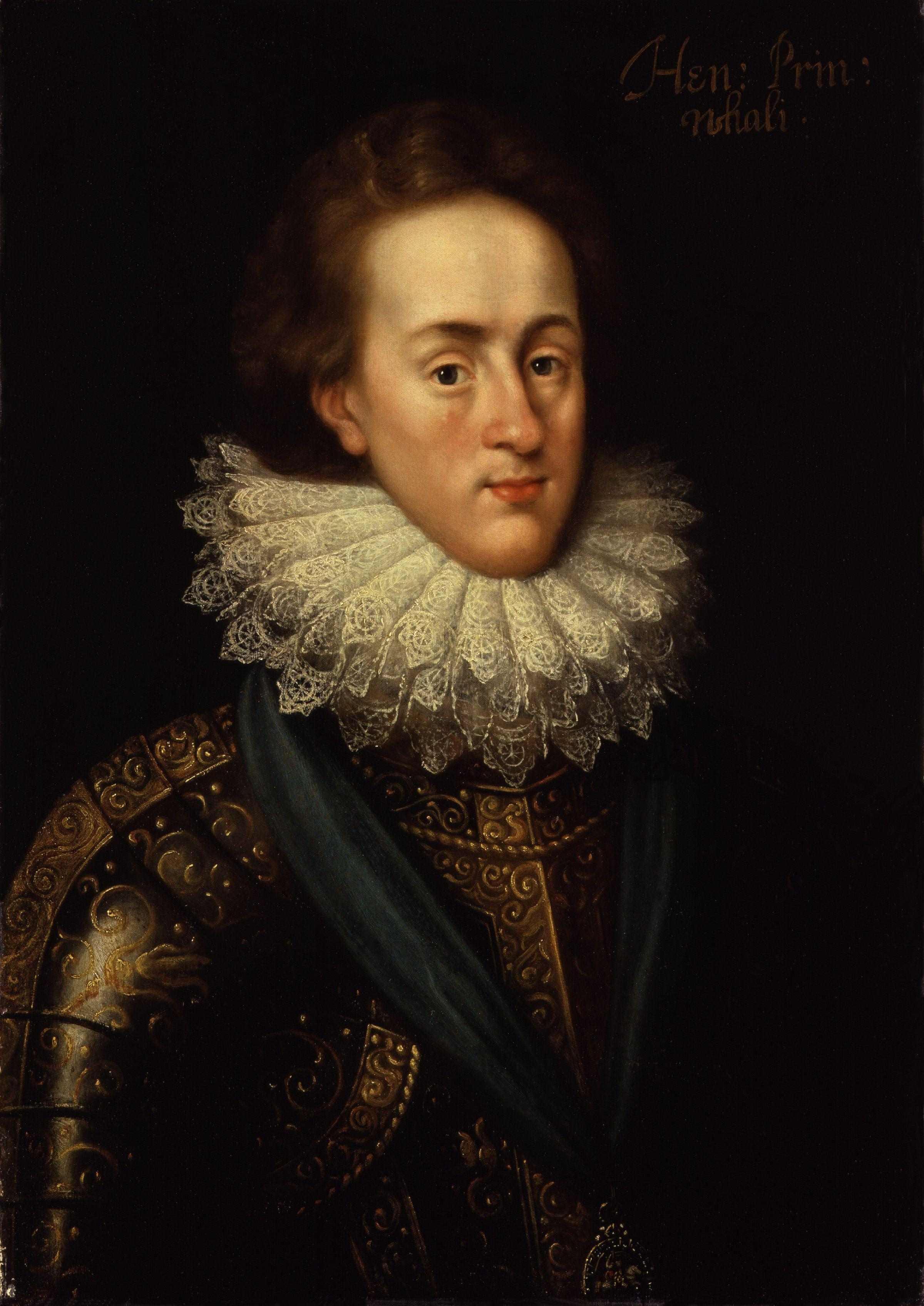
Portrait du prince Henri vers 1610 d'après Isaac Oliver.

Les sources s'accordent à décrire Jacques comme très épris de son épouse au début de leur mariage, mais cette passion ne tarde pas à se dissiper et les disputes entre eux deviennent fréquentes, même si Jacques semble traiter constamment son épouse avec patience et affection durant leurs premières années de vie commune. Dès 1593, la rumeur lui prête une relation adultérine avec Anne Murray, tandis qu'Anne est elle aussi l'objet de racontars. La nécessité de donner un héritier mâle à son mari pèse très vite sur ses épaules et l'absence de grossesse en 1591 et 1592 donne lieu à des pamphlets presbytériens qui s'en prennent aux penchants homosexuels du roi et à l'infertilité de la reine. Le soulagement est donc grand lorsque le premier enfant du couple, le prince Henri-Frédéric, voit le jour, le 19 février 1594.
Anne découvre rapidement que son fils doit être élevé loin d'elle. Jacques fait appel à son ancienne nourrice Helen Little et insiste pour confier le prince Henri au comte de Mar John Erskine au château de Stirling, en accord avec la tradition. Dès la fin de l'année 1594, la reine entreprend avec énergie de réclamer la garde de son fils en faisant appel à plusieurs soutiens, dont le chancelier John Maitland. Elle demande que le Conseil étudie la question, mais Jacques refuse net. Après plusieurs violentes disputes avec son mari en public, Anne se retrouve si bouleversée qu'elle fait une fausse couche en juillet 1595. Elle cesse par la suite de réclamer ouvertement la garde d'Henri, mais son mariage semble irrémédiablement brisé par ce conflit.
Dans l'ensemble, si Anne exploite parfois les intrigues de cour pour ses propres fins, notamment en apportant son soutien aux adversaires du comte de Mar, elle ne s'intéresse apparemment aux affaires d'État que lorsqu'elles concernent directement ses enfants ou ses proches. Cela suffit à Jacques pour ne pas vouloir lui confier de secrets d'État, une défiance encouragée par ses conseillers anglais Henry Howard et Robert Cecil. La prétendue « conspiration des Gowrie » constitue un exemple d'interférence d'Anne dans la sphère politique. Le 5 août 1600, le jeune comte de Gowrie John Ruthven et son frère Alexander sont tués par les hommes du roi, prétendument pour avoir cherché à l'enlever. Dans la foulée, leurs sœurs Beatrix et Barbara, alors dames de compagnie de la reine, sont renvoyées,. Enceinte de cinq mois, Anne refuse de quitter son lit ou de s'alimenter tant que les deux sœurs Ruthven, qu'elle apprécie beaucoup, ne lui sont pas rendues. Ni les menaces, ni les gestes de conciliation de Jacques ne la font fléchir, au point que le gouvernement considère son soutien aux Ruthven comme une menace pour la sécurité du pays. En 1602, Anne parvient à introduire en secret Beatrix au palais de Holyrood, à la suite de quoi le roi ordonne une enquête dans toute sa maisonnée,. En fin de compte, il accorde à Beatrix Ruthven une pension de 200 livres en 1603.

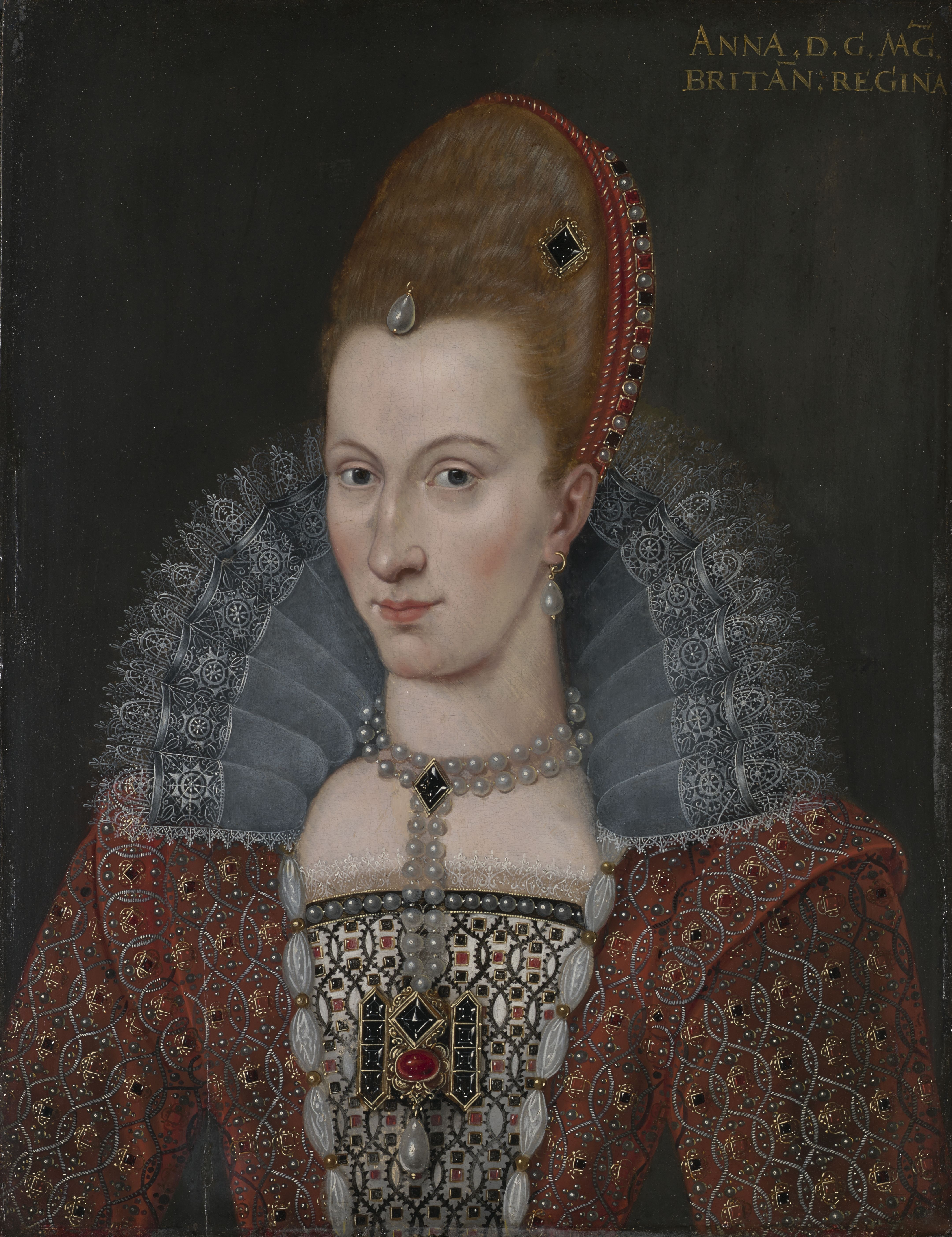
Portrait anonyme d'Anne vers 1600.

En 1603, Anne profite de l'absence de son mari, parti à Londres avec le comte de Mar pour ceindre la couronne d'Angleterre, pour tenter une nouvelle fois d'obtenir la garde d'Henri. Bien qu'elle soit enceinte, elle se précipite au château de Stirling avec plusieurs nobles pour récupérer son fils, qu'elle n'a quasiment pas vu depuis cinq ans. Cependant, la femme du comte refuse de la laisser entrer avec plus de deux compagnons. L'obstination des gardiens du prince lui fait faire une nouvelle fausse couche le 10 mai,. La reine obtient finalement gain de cause en refusant de rejoindre son mari à Londres s'il ne lui accorde pas la garde d'Henri. Le roi est contraint de céder et Anne le rejoint accompagnée de son fils. La composition de sa maisonnée anglaise est l'objet d'une nouvelle dispute entre eux.
Par la suite, Anne se désintéresse presque totalement des affaires d'État pour se consacrer aux arts et à sa vie sociale. Bien qu'elle possède sa propre cour, où elle accueille souvent des individus dont son mari ne veut pas, elle s'oppose rarement à Jacques dans la sphère politique. En public, elle fait bonne figure et contribue à la bonne image de la maison Stuart aux yeux des visiteurs étrangers. En 1606, l'ambassadeur vénitien Nicolo Molin la décrit ainsi :

« Elle est intelligente et prudente ; et connaît les désordres du gouvernement, auquel elle ne contribue pas, même si beaucoup considèrent que puisque le roi lui est très dévoué, elle pourrait jouer un rôle aussi important qu'elle le voudrait. Mais elle est jeune et répugne aux tracas ; elle voit que ceux qui gouvernent veulent qu'on les laisse tranquilles et professe donc l'indifférence. Le plus qu'elle fait est de mendier une faveur pour quelqu'un. Elle est pleine de bonté pour ceux qui la soutiennent, mais elle est également terrible, fière et insupportable pour ceux qu'elle n'aime pas. »

À Londres, Anne mène une vie cosmopolite, résidant d'abord au palais de Greenwich, puis à Somerset House, qu'elle rebaptise Denmark House en l'honneur de son pays natal. Elle vit rarement avec Jacques, qui préfère vivre hors de la capitale, à partir de 1607,. Après avoir échappé de peu à la mort en accouchant de sa dernière fille Sophie en 1606, la reine décide de ne plus avoir d'enfants, ce qui contribue peut-être à l'éloigner encore de son mari.

### Opinions religieuses
La religion est une autre source de discorde entre Anne et son mari. Éduquée dans la foi luthérienne, elle possède un chapelain luthérien dans sa maisonnée, Hans Sering. Il est possible, mais pas certain, qu'elle se soit secrètement convertie au catholicisme, car elle reste très discrète sur sa pratique religieuse. Les historiens modernes sont divisés sur la question. Pour Willson et Croft, Anne embrasse la foi catholique,, mais Alan Stewart souligne que les ambassadeurs de pays catholiques sont persuadés du protestantisme de la reine.
Certains indices peuvent suggérer une conversion. Anne décline notamment de communier dans la foi anglicane lors de son sacre anglais. Au début des années 1590, elle s'attire l'ire de l'Église d'Écosse en conservant auprès d'elle sa confidente Henrietta Gordon, la femme du marquis catholique de Huntly George Gordon (en), contraint à l'exil en 1593. En 1603, l'espion Anthony Standen est démasqué alors qu'il apporte un rosaire à Anne en cadeau du pape Clément VIII. Anne prétend que ce cadeau l'ennuie, mais s'arrange tout de même pour obtenir la libération de Standen, prisonnier à la tour de Londres pendant dix mois,. La papauté reste dans le noir quant aux véritables sentiments religieux de la reine, quels qu'ils soient.

### Mécénat

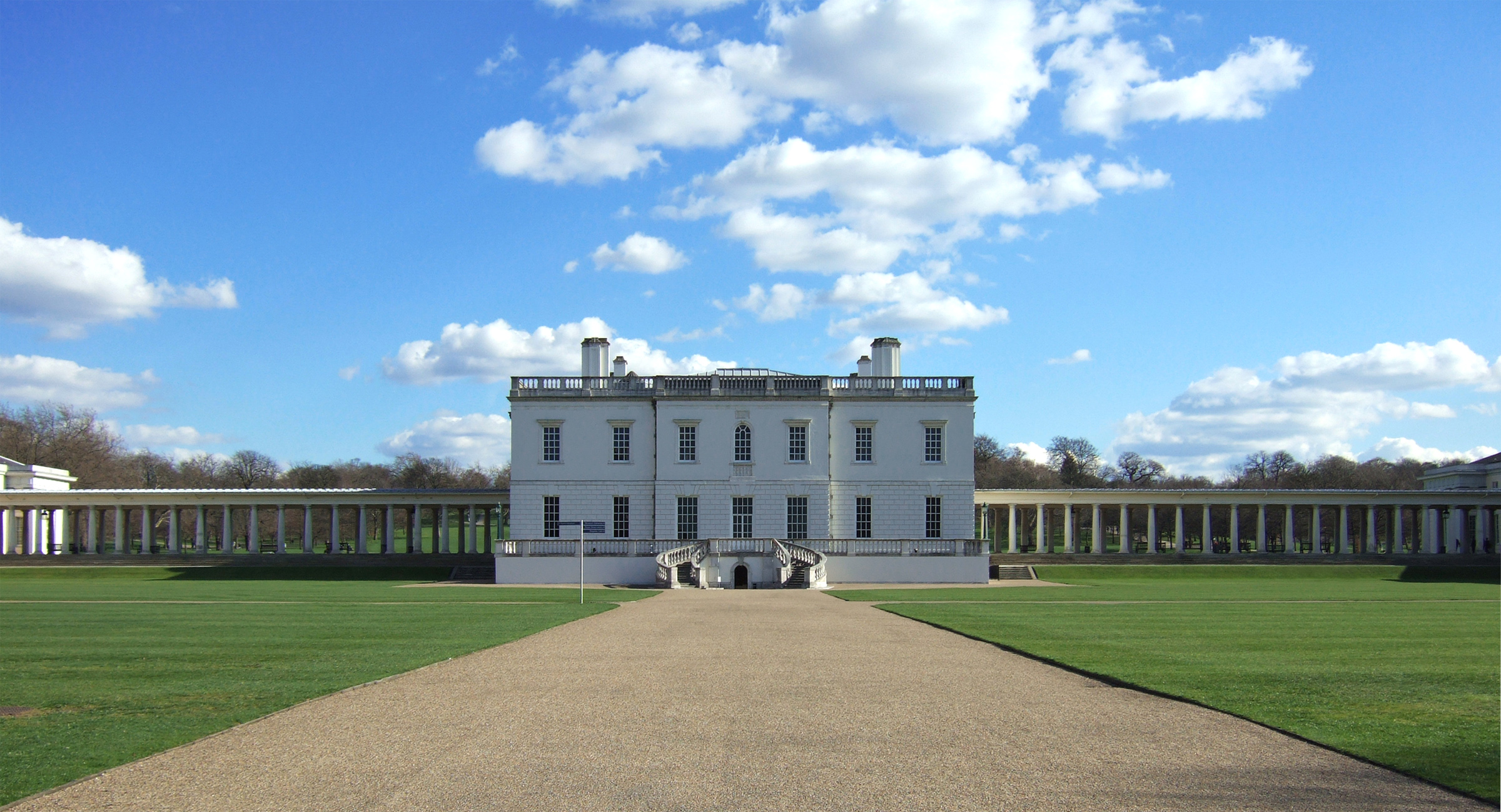
La construction de la maison de la Reine débute en 1616 et s'achève en 1635, après la mort d'Anne.

Anne et Jacques partagent une certaine prodigalité, encore qu'il faille à la reine plusieurs années pour épuiser sa considérable dot. Son goût pour la danse et les spectacles est mal vu dans l'Écosse presbytérienne, mais elle peut l'assouvir à loisir à Londres, où elle contribue à créer une riche atmosphère culturelle à la cour royale,. Elle assiste à de nombreuses représentations théâtrales et finance la création de masques particulièrement somptueux, faisant appel à des artistes comme le dramaturge Ben Jonson et l'architecte Inigo Jones,.
Très appréciés des ambassadeurs et dignitaires étrangers, ces masques constituent une véritable proclamation de la position éminente du royaume d'Angleterre en Europe. Ils marquent également une étape importante dans l'histoire des femmes au théâtre, car ce sont quasiment les seuls spectacles où elles ont la possibilité de se produire,. La reine elle-même se prête parfois au jeu, quitte à offenser le public. En 1604, elle incarne la déesse Pallas dans The Vision of the Twelve Goddesses, vêtue d'une tunique jugée trop courte par certains spectateurs. L'année suivante, elle joue dans The Masque of Blackness alors qu'elle est enceinte de six mois et fait scandale en apparaissant maquillée en noir avec ses dames de compagnie,.
Anne accorde sa protection à de nombreux artistes, comme les peintres Paul van Somer (en), Isaac Oliver et Daniel Mytens l'Ancien, qui dominent les arts visuels anglais pendant toute une génération. C'est de son vivant que la Royal Collection commence à se développer à nouveau, une politique poursuivie par son fils Charles. Elle apprécie également la musique et soutient le compositeur John Dowland, qui lui dédie ses Lachrimæ, ainsi que de nombreux musiciens français,. L'architecte Inigo Jones dessine pour elle la Maison de la Reine à Greenwich, l'un des tout premiers exemples de palladianisme en Angleterre.

### Dernières années et mort

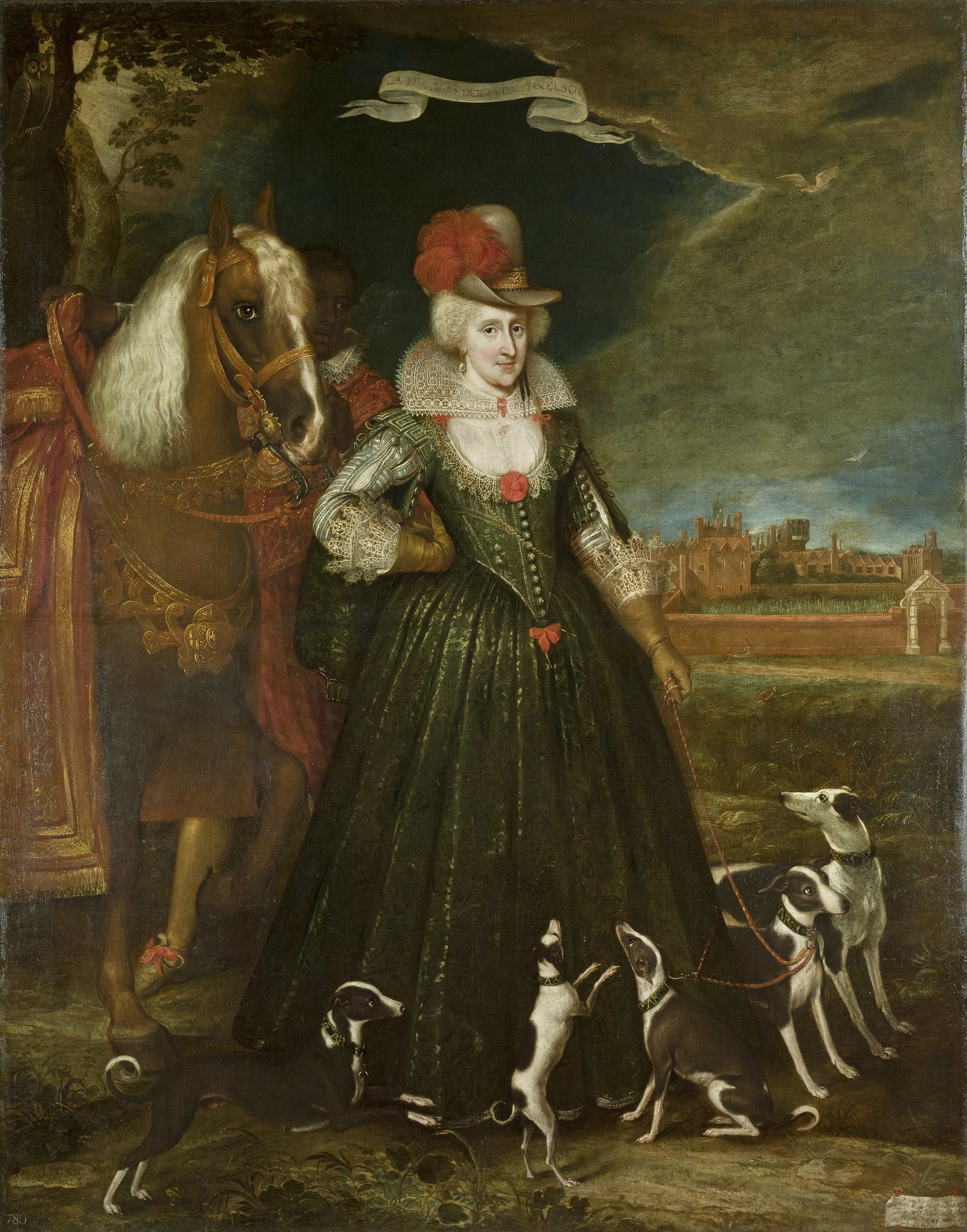
Portrait d'Anne par Paul van Somer (1617).

Le fils aîné d'Anne, Henri, meurt en 1612 à l'âge de dix-huit ans, probablement de la typhoïde, un événement qui cause un grand chagrin à la reine. Sa santé commence à se détériorer vers cette date et elle se retire de la vie artistique et politique,. Son influence sur Jacques décroît au profit de ses puissants favoris. Parmi eux, elle déteste Robert Carr, mais encourage l'ascension de George Villiers, avec qui elle entretient des relations amicales.
Anne commence à se plaindre de douleurs aux pieds en septembre 1614. Sa santé se dégrade dans les années qui suivent. En 1619, le premier médecin du roi Théodore de Mayerne lui conseille de scier du bois pour améliorer sa circulation sanguine, mais cet exercice ne fait qu'aggraver la situation. Durant son ultime maladie, Anne ne reçoit que trois visites de son mari dans sa chambre à Hampton Court. En revanche, leur fils Charles dort régulièrement dans la chambre voisine et se trouve à son chevet durant ses dernières heures, alors qu'elle est devenue aveugle, de même que sa domestique personnelle Anna Roos, arrivée du Danemark avec elle en 1590. La reine meurt le 2 mars 1619 à l'âge de 44 ans d'un œdème.
Faute de liquidités disponibles pour les financer, les funérailles d'Anne sont retardées et ne prennent place que le 13 mai en la chapelle du roi Henri de l'abbaye de Westminster,. Très affecté par la mort de son épouse, le roi tombe malade et ne peut assister à la cérémonie,. Le catafalque de la reine, conçu par le sculpteur flamand Maximilien Colt, est détruit pendant la Première révolution anglaise. 
Le cap Ann, dans le Massachusetts, est nommé en son honneur par son fils Charles Ier après sa découverte par l'explorateur John Smith en 1614.

## Postérité
Les historiens ont longtemps porté un regard condescendant sur Anne en mettant l'accent sur sa frivolité et son extravagance. Une certaine tradition historiographique, inaugurée par les historiens anti-Stuart du milieu du XVIIe siècle, considère que la Première révolution anglaise a pour cause le caractère vain et jouisseur de la cour de Jacques et Anne. En 1956, David Harris Willson délivre un verdict sans appel sur la reine : 

« Anne n'eut que peu d'influence sur son mari. Incapable de partager ses passions intellectuelles, elle confirma le mépris insensé qu'il vouait aux femmes. Hélas ! Le roi avait épousé une femme stupide. »

Le règne de Jacques commence à être réévalué à la fin du XXe siècle et la reine bénéficie de ces nouveaux points de vue. Elle est désormais considérée comme une personnalité politique influente et une mère forte, au moins avant que les liens de son mariage ne se distendent,. John Leeds Barroll avance que ses interventions sur la scène politique écossaise ont eu un effet plus important et disrupteur qu'on ne l'a longtemps cru. Clare McManus souligne son rôle crucial dans l'essor artistique de l'ère jacobéenne, non seulement en tant que mécène, mais aussi en tant qu'artiste.

## Généalogie

### Descendance

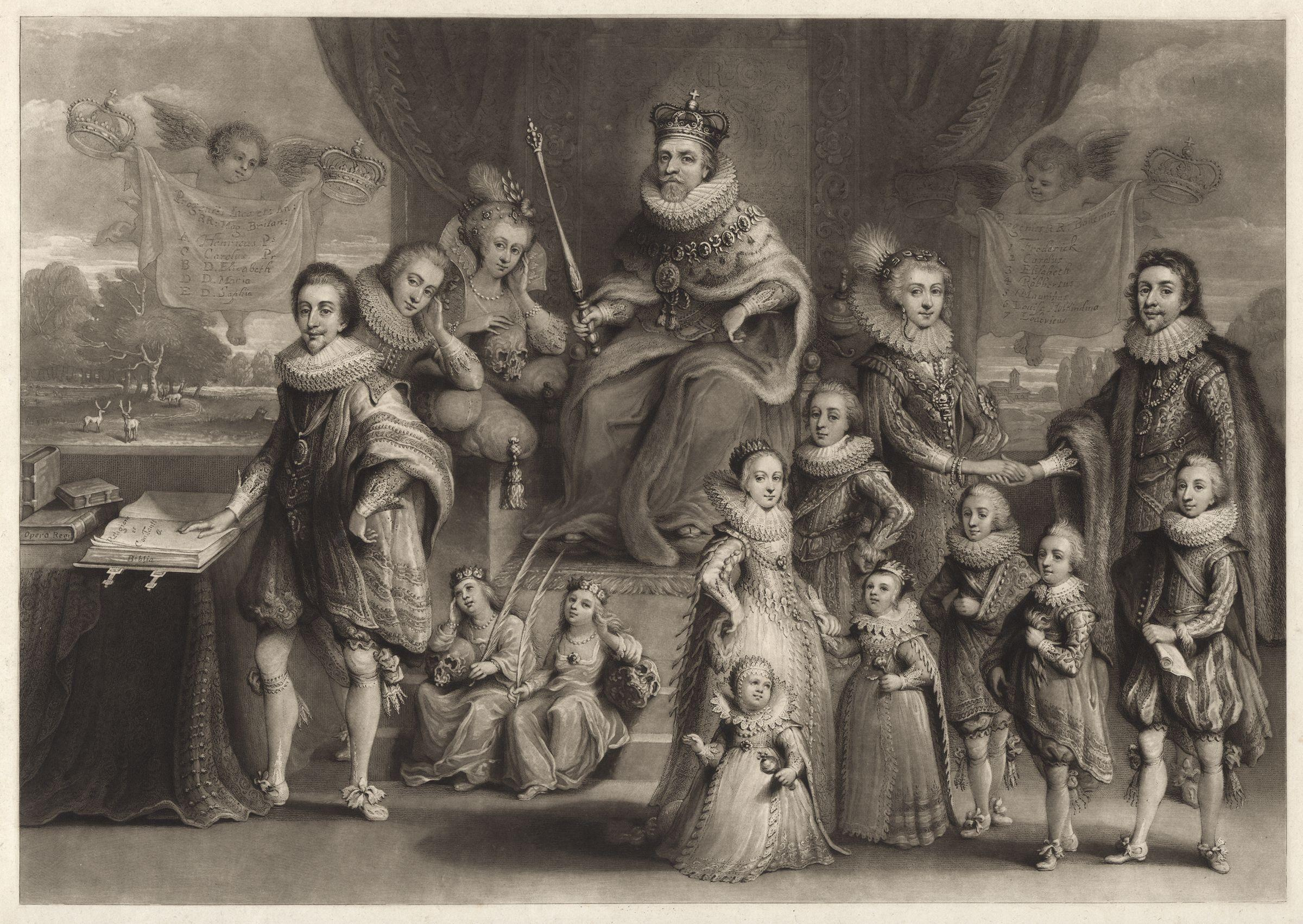
Portrait imaginaire de Jacques et Anne entourés de leurs enfants et petits-enfants. Gravure de Charles Turner d'après Guillaume de Passe (1814).

Anne donne naissance à sept enfants qui survivent à l'accouchement, dont quatre meurent dans leur petite enfance. Elle fait également au moins trois fausses couches.
- Henri-Frédéric (19 février 1594 - 6 novembre 1612), prince de Galles, duc de Rothesay et duc de Cornouailles ;
- Élisabeth (19 août 1596 - 12 ou 14 février 1662), épouse en 1613 l'électeur palatin Frédéric V ;
- Marguerite (24 décembre 1598 - mars 1600) ;
- Charles Ier (19 novembre 1600 - 30 janvier 1649), roi d'Angleterre et d'Écosse ;
- Robert (18 janvier 1602 - 27 mai 1602), duc de Kintyre et Lorne ;
- Marie (8 avril 1605 - 16 septembre 1607) ;
- Sophie (22 juin 1606 - 28 juin 1606).